# 查塔姆
查塔姆（IPA /ˈtʃætəm/）是英國肯特郡梅德韋的一個鎮，人口接近8萬。它的歷史可以追溯至9世紀，但現在的查塔姆是圍繞著16世紀中期建造的查塔姆造船廠（Chatham Dockyard）發展起來的，皇家工兵部隊現在駐扎於此。